# World Cyber Games

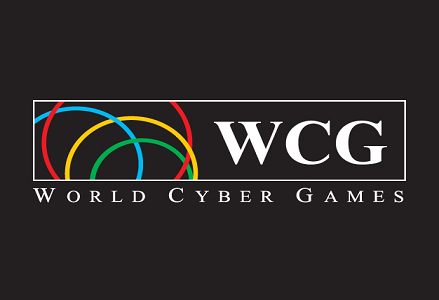
Logo da série de eventos internacionais de “e-sport” World Cyber Games.

World Cyber Games (WCG) foi uma série de  eventos internacionais de "e-esport" organizado anualmente pela empresa Coreana International Cyber Marketing  e pela Samsung.
Criado em 2000, tendo sido o primeiro evento a ser organizado em 2001, o festival foi influenciado pelos Jogos Olímpicos e desde 2004 uma cidade diferente tem sido escolhida a cada ano.
Cada país participante organiza torneios preliminares antes de enviar o seu melhor jogador para representar a nação no evento principal.

## História das finais
| Evento        | Data                                  | Prémio  | Prémio  | Prémio | Localização                         | Participantes              | Jogos oficiais |
| Evento        | Data                                  | U$      | €       | R$     | Localização                         | Participantes              | Jogos oficiais |
| ------------- | ------------------------------------- | ------- | ------- | ------ | ----------------------------------- | -------------------------- | --- |
| WCG Challenge | 7-15 de Outubro de 2000               | 200.000 | 164.677 |        | Everland, Seoul, Coreia             | 174 jogadores de 17 países | Quake III Arena FIFA 2000 Age of Empires II StarCraft |
| WCG 2001      | 5-9 de Dezembro de 2001               | 300.000 | 246.954 |        | COEX Convention Hall, Seoul, Coreia | 430 jogadores de 37 países | Quake III: Arena FIFA 2001 Age of Empires II StarCraft Unreal Tournament Counter-Strike |
| WCG 2002      | 28 - 3 de Novembro de 2002            | 300.000 | 246.954 |        | Expo Park, Daejeon, Coreia          | 462 jogadores de 45 países | Quake III: Arena FIFA World Cup 2002 Age of Empires II StarCraft: Brood War Unreal Tournament Counter-Strike |
| WCG 2003      | 12-18 de Outubro de 2003              | 350.000 | 288.113 |        | Olympic Park, Seoul, Coreia         | 562 jogadores de 55 países | Warcraft III FIFA Soccer 2003 Age of Mythology StarCraft: Brood War Unreal Tournament 2003 Counter-Strike Halo |
| WCG 2004      | 6-10 de Outubro de 2004               | 400.000 | 329.272 |        | San Francisco, Estados Unidos       | 600 jogadores de 60 países | Counter-Strike: Condition Zero FIFA Soccer 2004 Need for Speed: Underground StarCraft: Brood War Unreal Tournament 2004 Warcraft III: The Frozen Throne Halo Project Gotham Racing 2 |
| WCG 2005      | Novembro, 2005                        | 400.000 | 329.272 |        | Singapura                           | 800 jogadores              | Counter-Strike: Source FIFA Soccer 2005 Need For Speed: Underground 2 StarCraft: Brood War Warcraft III: The Frozen Throne Warhammer 40,000: Dawn of War Halo 2 |
| WCG 2006      | Finais de 2006                        | 400.000 | 329.272 |        | Monza, Itália                       | 800 jogadores              | Counter-Strike: 1.6 FIFA Soccer 2006 Need For Speed: Most Wanted Warcraft III: The Frozen Throne Dead or Alive 4 Project Gotham Racing |
| WCG 2007      | 3–7 Outubro, 2007                     | 448.000 | -       |        | Seattle, Estados Unidos             | 700 jogadores de 75 países | Age of Empires III: The Warchiefs (PC) Carom3D (PC) Command & Conquer 3: Tiberium Wars (PC) Counter-Strike 1.6 (PC) Dead or Alive 4 (Xbox 360) FIFA 07 (PC) Gears of War (Xbox 360) Need for Speed: Carbon (PC) Project Gotham Racing 3 (Xbox 360) StarCraft: Brood War (PC) Tony Hawk's Project 8 (Xbox 360) Warcraft III: The Frozen Throne (PC)                              |
| WCG 2008      | 5–9 Novembro, 2008                    | 470.000 | -       |        | Colônia, Alemanha                   | 800 jogadores de 78 países | Age of Empires III: The Asian Dynasties (PC) Asphalt 4 (Mobile) Carom3D (PC) Command & Conquer 3: Kane's Wrath (PC) Counter-Strike 1.6 (PC) FIFA 08 (PC) Guitar Hero 3 (Xbox 360) Halo 3 (Xbox 360) Need for Speed: ProStreet (PC) Project Gotham Racing 4 (Xbox 360) Red Stone (PC) StarCraft: Brood War (PC) Warcraft III: The Frozen Throne (PC) Virtua Fighter 5 (Xbox 360) |
| WCG 2009      | 11–15 Novembro, 2009                  | 500.000 | -       |        | Chengdu, China                      | 600 jogadores de 65 países | Asphalt 4 (Mobile) Carom3D (PC) Counter-Strike 1.6 (PC) Dungeon & Fighter (PC - Promo Game) FIFA 09 (PC) Guitar Hero: World Tour (Xbox 360) Red Stone (PC) StarCraft: Brood War (PC) TrackMania Nations Forever (PC) Virtua Fighter 5 (Xbox 360) Warcraft III: The Frozen Throne (PC) Wise Star 2 (Mobile)                                                                      |
| WCG 2010      | 30 de Setembro - 3 de Outubro de 2010 | TBD     | TBD     |        | Los Angeles, Estados Unidos         | TBD                        | Carom 3D Counter-Strike 1.6 FIFA 10 Guitar Hero 5 Forza Motorsport 3 League of Legends Lost Saga StarCraft: Brood War Tekken 6 Trackmania Warcraft III: The Frozen Throne Quake Wars online Asphalt 5 |

## História dos torneios preliminares
| País     | Evento | Data                         | Localização                            |
| -------- | ------ | ---------------------------- | -------------------------------------- |
| Portugal | 2003   | 30 de Julho-3 de Agosto      | "Minho Campus Party", Viana do Castelo |
| Portugal | 2004   |                              | Estádio do Dragão, Porto               |
| Portugal | 2005   | 29 de Setembro-2 de Outubro  | Estádio do Dragão, Porto               |
| Portugal | 2006   | 8 de Setembro-10 de Setembro | Estádio do Dragão, Porto               |